# Chích bông mỏ dài
Chích bông mỏ dài, tên khoa học Artisornis moreaui, là một loài chim trong họ Cisticolidae.